# Christopher Street-Sheridan Square
Christopher Street-Sheridan Square è una fermata della metropolitana di New York situata sulla linea IRT Broadway-Seventh Avenue. Nel 2019 è stata utilizzata da 3 412 332 passeggeri. È servita dalla linea 1 sempre e dalla linea 2 solo di notte.

## Storia
La stazione fu aperta il 1º luglio 1918. Venne ristrutturata tra il 1991 e il 1994.

## Strutture e impianti
La stazione è sotterranea, ha due banchine laterali e quattro binari, i due esterni per i treni locali e i due interni per quelli espressi. È posta al di sotto di Seventh Avenue South e non ha un mezzanino, ognuna delle due banchine ospita infatti un gruppo di tornelli con le scale per il piano stradale. La banchina in direzione downtown ha quattro uscite all'incrocio con Christopher Street, quella in direzione uptown ne ha una sola all'incrocio con West Fourth Street e Grove Street.

## Interscambi
La stazione è servita da alcune autolinee gestite da NYCT Bus. Vicino alla stazione sono posizionate anche le fermate Christopher Street e 9th Street della Port Authority Trans-Hudson (PATH).
- Stazione metropolitana (Christopher Street e 9th Street, PATH)
- Fermata autobus